# Chất chống vón
Chất chống vón, phụ gia chống đông vón, phụ gia chống đóng cục là một chất phụ gia được đặt trong các nguyên liệu dạng bột hoặc hạt, chẳng hạn như muối ăn, sữa bột, và kẹo, để ngăn ngừa sự hình thành các cục vón và để dễ dàng đóng gói, vận chuyển, dễ chảy và tiêu thụ. Cơ chế đông vón phụ thuộc vào bản chất của vật liệu. Chất rắn kết tinh thường vón bằng cách hình thành cầu lỏng và sự hợp nhất sau đó của các vi tinh thể. Vật liệu vô định hình có thể đóng bánh bằng cách chuyển thủy tinh và thay đổi độ nhớt. Sự chuyển pha đa hình cũng có thể tạo ra tình trạng đóng cục. Chất chống đông vón khác với chất chống đông (làm chất lỏng khó đông đặc hơn).
Một số chất chống đông vón hoạt động bằng cách hấp thụ độ ẩm dư thừa hoặc bằng cách phủ các hạt và làm cho chúng không thấm nước. Calci silicat (CaSiO3), một chất chống vón thường được sử dụng, ví dụ trong muối ăn, hấp thụ cả nước và dầu.
Chất chống vón cũng được sử dụng trong các mặt hàng phi thực phẩm như road salt, phân bón, mỹ phẩm, chất tẩy rửa tổng hợp, và trong chế xuất.
Một số nghiên cứu cho rằng chất chống đông có thể có ảnh hưởng xấu đến thành phần dinh dưỡng của thực phẩm; một nghiên cứu như vậy chỉ ra rằng hầu hết các chất chống đóng cục dẫn đến sự suy giảm bổ sung của vitamin C được thêm vào thực phẩm. Ở Việt Nam, tiêu chuẩn kỹ thuật cho chất đông vón được ghi trong quy chuẩn QCVN 4:4-2010/BYT.

## Các ví dụ
Một chất chống đông trong muối được ghi trong bảng thành phần, ví dụ "chất chống đóng cục (554)", là natri aluminosilicat. Sản phẩm này có mặt trong nhiều loại muối ăn thương mại cũng như sữa khô, hỗn hợp trứng, sản phẩm đường, bột và gia vị. Ở châu Âu, natri ferrocyanide (535) và kali ferrocyanide (536) là những chất chống đông phổ biến hơn trong muối ăn. Các chất chống đông cứng "tự nhiên" được sử dụng trong muối ăn đắt tiền hơn bao gồm calci cacbonat và magie cacbonat.

## Danh sách các chất chống đông
Các chất chống đông được sử dụng rộng rãi nhất bao gồm stearat calci và magnesi, silica và các silicat khác nhau, bột talc, cũng như bột mì và tinh bột. Ferrocyanide được sử dụng làm muối ăn. Các chất chống đông sau đây được liệt kê theo thứ tự theo số của chúng trong Codex Alimentarius.
- 341 tricalcium phosphate
- 460 (ii) cellulose dạng bột
- 470b magie stearat
- 500 natri bicacbonat
- 535 natri ferrocyanide
- 536 kali ferrocyanide
- 538 calci ferrocyanide
- 542 phosphat xương (tức là Calci phosphat)
- 550 natri silicat
- 551 silicon dioxide
- 552 calci silicat
- 553a magiê trisilicat
- 553b bột talc
- 554 natri aluminosilicat
- 555 kali nhôm silicat
- 556 calci aluminosilicat
- 558 bentonit
- 559 nhôm silicat
- 570 Axit stearic
- 900 polydimethylsiloxan